# Iron Savior
Iron Savior is een Duitse powermetalband gevormd in Hamburg, Duitsland in 1996.

## Geschiedenis
Na enkele jaren in de muziekindustrie achter de schermen te hebben gewerkt, besloot Piet Sielck samen met Kai Hansen en Thomen Stauch een nieuw project te beginnen dat powermetal en sciencefiction zou combineren. Het debuutalbum, Iron Savior, was het begin van een verhaal dat verspreid over verschillende albums verteld zou worden. Het verhaal gaat over een zelfbewust ruimteschip genaamd de Iron Savior en zijn relatie met de mythische verloren beschaving Atlantis. Critici hebben Iron Savior vergeleken met heavymetalbands als Judas Priest, Iron Maiden en Queensrÿche. Kai Hansens aanwezigheid in de band zorgde ervoor dat de albums waaraan hij meewerkte zwaar beïnvloed waren door Gamma Ray en Helloween. Tot nu toe heeft de band acht studioalbums uitgebracht, drie ep's en twee singles. Er is nog geen livealbum of dvd uitgebracht, ook al toonde bandleider Piet Sielck er wel belangstelling voor.

## Leden

### Huidige bandleden
- Piet Sielck – zang, gitaar (1996-)
- Joachim "Piesel" Küstner – gitaar, achtergrondzang (2000-)
- Jan-Sören Eckert – basgitaar, zang (1997-2003, 2011-)
- Thomas Nack – drums (1999-)

### Voormalige bandleden
- Kai Hansen – zang, gitaar (1996-2001)
- Yenz Leonhardt – basgitaar, achtergrondzang (2003-2011)
- Andreas Kück – keyboard, achtergrondzang (1998-2003)
- Dan Zimmermann – drums (1998-1999)
- Thomen Stauch – drums (1996-1998)

## Discografie

### Albums
- Iron Savior (1997)
- Unification (1999)
- Dark Assault (2001)
- Condition Red (2002)
- Battering Ram (2004)
- Megatropolis (2007)
- The Landing (2011)[1]
- Rise of the Hero (2014)[2]
- Titancraft (2016)

### Extended plays
- Coming Home (1998)
- Interlude (1999)
- I've Been to Hell (2000)

### Singles
- "Titans of Our Time" (2002)
- "Time Will Tell" (2004)

### Livealbums
- Live At The Final Frontier (2015)